# Virgile
Pour les articles ayant des titres homophones, voir Virgil et Virgyl.
Pour les articles homonymes, voir Virgile (homonymie).
Œuvres principales
- Bucoliques
- Géorgiques
- Énéide

Virgile (en latin Publius Vergilius Maro), dit « le Cygne de Mantoue », né vers le 15 octobre 70 avant. J.-C. à Andes, dans l'actuelle Lombardie et mort le 21 septembre 19 avant. J.-C. à Brindisi (dans le Sud), est un poète latin contemporain de la fin de la République romaine et du début du règne de l'empereur Auguste.
Son œuvre, notamment ses trois grands ouvrages qui représentent chacun un modèle dans leur style (l'Énéide en style noble, les Bucoliques en style bas ou humble, et les Géorgiques en style moyen), est considérée comme représentant la quintessence de la langue et de la littérature latine. Elle a servi de référence et même d'idéal esthétique à des générations de lettrés européens, en particulier chez les défenseurs du classicisme.

## Biographie

### Sources
La tradition biographique de Virgile pose un problème car elle repose sur les Vies de Virgile qui datent du IVe siècle (commentaires de Maurus Servius Honoratus et Donatus), qui s'inspirent d'une biographie perdue de Varius, son éditeur, reprise au Ier siècle dans la biographie de Suétone (perdue aussi) et des commentaires de Valérius Probus.
Ces Vies sont interprétées différemment selon les critiques actuelles. Elles reposent en grande partie sur des extrapolations biographiques des poèmes de Virgile.

### Jeunesse et formation
Selon la tradition, Virgile naît à Andes (qui porte aujourd'hui le nom de Virgilio en son honneur), près de Mantoue, en Gaule cisalpine, sous le consulat de Crassus et de Pompée, dans une famille modeste. Les historiens actuels considèrent plutôt qu'il est issu d'une famille bourgeoise, sa mère Polla Magio étant la fille d'un riche marchand et son père Vergilius Maro, dont le praenomen n'est pas connu, étant un petit propriétaire terrien de Mantoue vivant de l'apiculture, de l'agriculture et de l'élevage et qui veille scrupuleusement à ses études.
Crassus et Pompée sont à nouveau consuls lorsque le jeune homme revêt la toge virile, le jour même où disparaît Lucrèce. Tout un symbole, sans doute, bien que l’empreinte de l’auteur du De rerum natura sur l’œuvre de Virgile soit probablement moins forte que celle de Catulle, son voisin de Vérone, dont il y a tout lieu de supposer qu’il le connut personnellement, ainsi que d’autres poètes en vue, qu’il salue dans les Bucoliques, tels qu'Aemilius Macer (est-ce le Mélibée des Bucoliques ?), C. Helvius Cinna, du cercle de Catulle, L. Varius Rufus, futur éditeur de l’Énéide, et Q. Horatius Flaccus (Lycidas dans la Buc. 9 ?). Mais c'est Horace qui devient son ami le plus intime, au point que ce dernier l'appellera animae dimidium meae, « la moitié de mon âme ».
De même, il se lie très tôt d'amitié avec Quintilius Varus (problème de lien ou de date), le futur grand critique, et Cornelius Gallus, le fondateur de la poésie élégiaque romaine. Il fait des études approfondies dans les domaines les plus divers, lettres, philosophie, droit, médecine, mathématiques en particulier, d’abord à Crémone, puis à Milan, ensuite à Rome, et enfin à Naples, ville de culture grecque où il suit les cours de professeurs de rhétorique et de philosophie grecque, notamment de maîtres prestigieux comme Siron et Philodème, l’un et l’autre de sensibilité épicurienne.

### Carrière littéraire

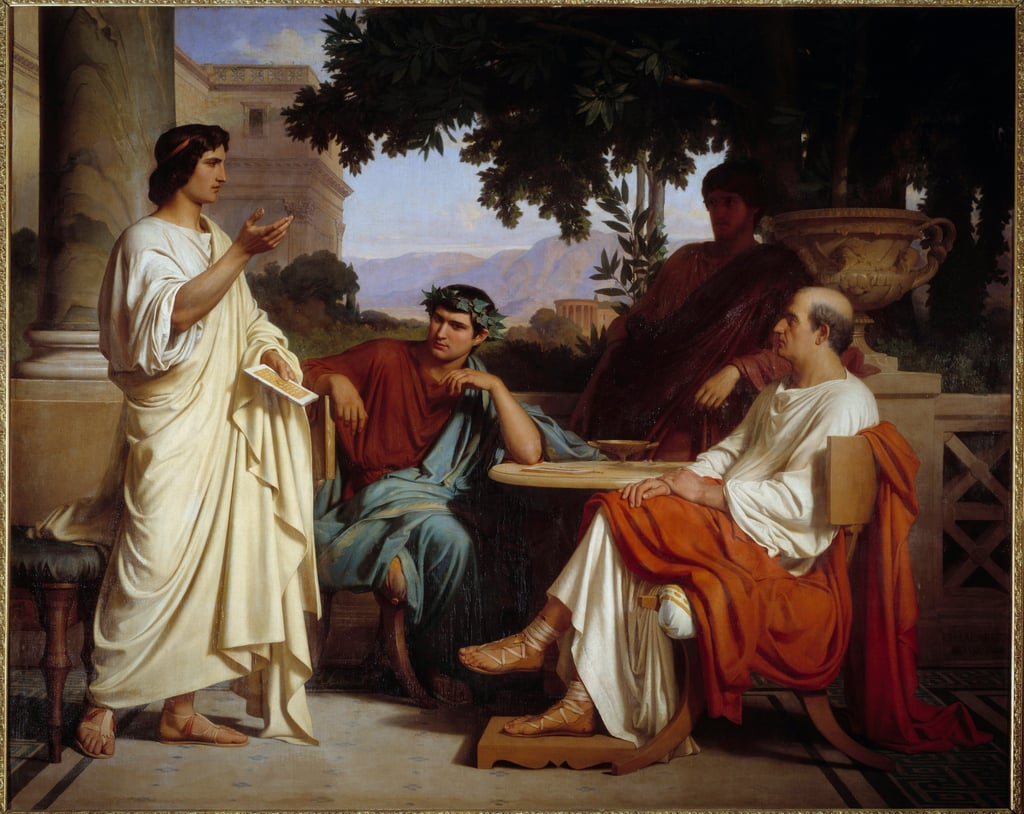
Virgile, Horace et Varius chez Mécène (Charles Jalabert, vers 1846).

C’est sans doute durant la guerre civile (elle éclata quand il avait vingt ans) qu’il entre en relation avec Asinius Pollion, homme de lettres qui appartient au cercle de Catulle et des « poètes néotériques », mais aussi figure politique importante et chef militaire qui prendra parti pour Marc Antoine dans la rivalité qui opposera celui-ci à Octave, petit-neveu et héritier de Jules César. Pollion commande plusieurs légions en Cisalpine lorsque Octave, au lendemain de la victoire de Philippes (42 av. J.-C.), entreprend de déposséder en masse les paysans italiens afin de récompenser les légionnaires césariens. La guerre fait rage de nouveau, mais le parti des spoliateurs prend le dessus, et Pollion, en infériorité, doit se replier. Le domaine paternel de Virgile est, semble-t-il, confisqué, et ses légitimes propriétaires manquent même d'y laisser la vie. Cependant, les interprétations des Bucoliques varient.
Lorsqu'il commence l'écriture des Géorgiques, en 37 av. J.-C., il a trente-trois ans. Il est célèbre depuis le succès des Bucoliques, parues l'année précédente. Il est même assez influent pour pouvoir présenter son ami Horace à Mécène. La lutte entre Octave et Marc Antoine connaît alors une accalmie et il est temps de remettre l'agriculture en honneur dans un monde épuisé et ravagé par des années de guerres civiles. Virgile achève l'écriture de ce grand poème didactique au moment où la paix s'installe enfin, en 30 av. J.-C.
Selon les témoignages anciens, il a fait, à Atella en Campanie, au printemps ou à l'été 29, une lecture publique (recitatio) des quatre livres durant quatre soirées consécutives, en présence d'Octave venu y soigner des maux de gorge. La même année, il commence à travailler à son épopée, l’Énéide.

### Mort et inachèvement de l'Énéide
Selon la tradition, après trois années passées à se documenter en Asie Mineure et en Grèce pour achever l’Énéide, il est victime d'une insolation près de Mégare, interrompt son voyage de documentation et meurt peu après son retour à Brindes en -19. Bien que Virgile ait demandé à ses amis et exécuteurs testamentaires, Lucius Varius Rufus et Plotius Tucca, de brûler après sa mort son poème épique inachevé, donc imparfait, Auguste s'y oppose et fait publier l'œuvre par L. Varius Rufus.
Après son incinération, ses cendres sont, conformément à son désir, transportées à Pouzzoles en Campanie. C'est à l'ouest de Naples, à l'entrée de la grotte de Pouzzoles, appelée Crypta Neapolitana, qu'est située une grande ruine, que la tradition honore comme le tombeau présumé de Virgile sur lequel une épitaphe rappelle sa vie résumée en un distique qu'il aurait composé à ses derniers moments :
« Mantua me genuit, Calabri rapuere, tenet nunc
Parthenope. Cecini pascua, rura, duces. »
« Mantoue m'a donné la vie, la Calabre me l'a ôtée, Naples maintenant me garde. J'ai chanté les pâturages, les campagnes, les héros. »

## Œuvres

### Bucoliques

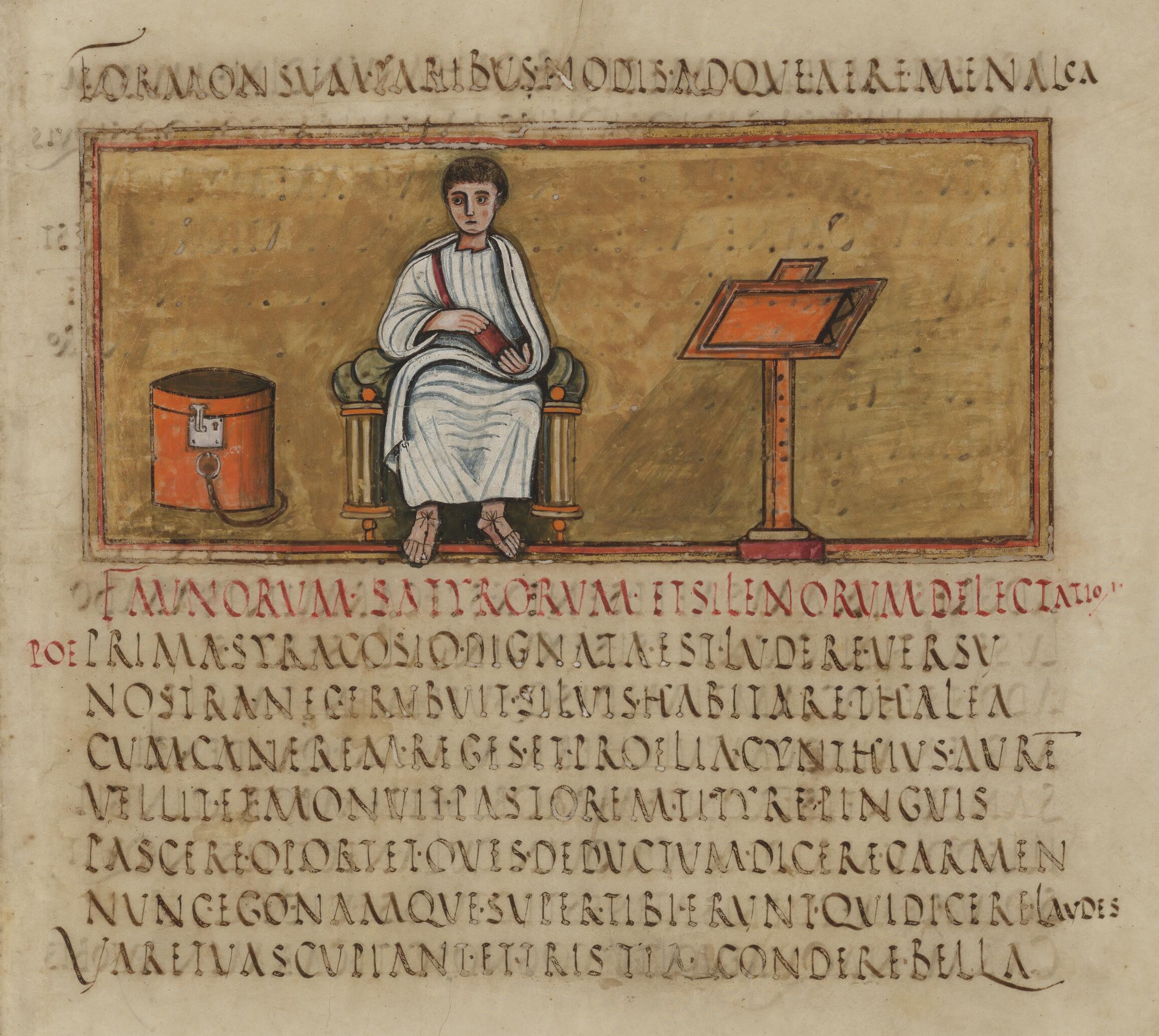
Page du Vergilius romanus, manuscrit du Ve siècle des œuvres de Virgile.

La première édition se composait des neuf premières bucoliques (du grec ancien βουκόλος / boukólos, « bouvier »), harmonieusement disposées en deux groupes de quatre autour de la cinquième pièce, comme autant de planètes gravitant autour d’un astre. Cet astre, c’est Daphnis, souvent assimilé à Jules César fraîchement assassiné, ce qui sous-estime gravement la subtilité virgilienne. En fait, la cinquième bucolique pourrait bien nous présenter deux « Daphnis », l’un ténébreux, celui de Mopse (masque d’Octavien), et qui figure en effet le feu dictateur, l’autre lumineux, celui de Ménalque (masque de Virgile), qui représente Catulle, secrètement éliminé par le premier.
On ne peut qu’admirer les impeccables proportions de ce petit « temple pythagoricien », pour reprendre la métaphore de Paul Maury qui fut le premier à les mettre en évidence en 1944. L’architecture la plus visible, qui donc équilibre les quatre premières pièces (83, 73, 111 et 63 vers = 330) par les quatre dernières (86, 70, 110, 67 vers = 333) autour du pivot central (90 vers), se redouble d’une autre, plus secrète, qui les couple par cercles concentriques (I + IX ; II + VIII ; III + VII ; IV + VI), lesquels correspondent à des thèmes (malheurs des paysans expropriés ; tourments de l’amour ; joutes poétiques ; élévation au niveau universel et cosmique) autant qu’à des formes (alternance de dialogues et de chants continus), et obéissent aux mêmes proportions numériques que dans la première architecture, soit : I + IX + II + VIII (333 vers), face à III + VII + IV + VI (330 vers).

### Géorgiques
Ce poème didactique, terminé en -29, se divise en quatre livres (514, 542, 566, 566 vers), abordant successivement la culture des champs, l’arboriculture (spécialement la vigne), l’élevage et l’apiculture :
- Livre I - blé et saison du laboureur ;
- Livre II - vigne et olivier ;
- Livre III - élevage du bétail ;
- Livre IV - rucher.

S’inspirant surtout d’Hésiode, de Lucrèce et d’Aratos, mais aussi de Théophraste, de Varron, de Caton l'Ancien, Virgile trace son chemin propre en infusant à l’intérieur de la matière proprement didactique, souvent aride et ingrate en soi, ce que l’on pourrait appeler « l’âme virgilienne », faite d’une extraordinaire empathie à l’égard de tous les êtres, qui anime l’inanimé, comprend de l’intérieur végétaux et animaux, participe activement au travail à la fois pénible et exaltant du paysan[réf. souhaitée].
Les Géorgiques sont beaucoup moins un traité d’agriculture (aussi ne visent-elles pas à l’exhaustivité) qu’un poème sur l’agriculture ; elles s’adressent au moins autant à l’homme des villes qu’à l’homme des champs. Elles offrent à l’amateur de poésie un plaisir sans cesse renouvelé, autant par leur sujet même qui explore notre relation au monde et à la nature, que par le souffle qui les soulève de bout en bout, et par l’extraordinaire variété de leur style. Virgile sait interrompre son exposé didactique par des digressions anecdotiques ou mythologiques, véritables morceaux de bravoure qui sont autant de « respirations » dans le poème.
On peut citer :
- la description de l'araire (livre I),
- l’hymne au printemps, l’éloge de l’Italie et celui de la vie champêtre (livre II),
- l’épizootie du Norique (livre III),
- le jardin du vieillard de Tarente, le mythe d'Aristée et celui d'Orphée et Eurydice (livre IV)[17].

### Énéide

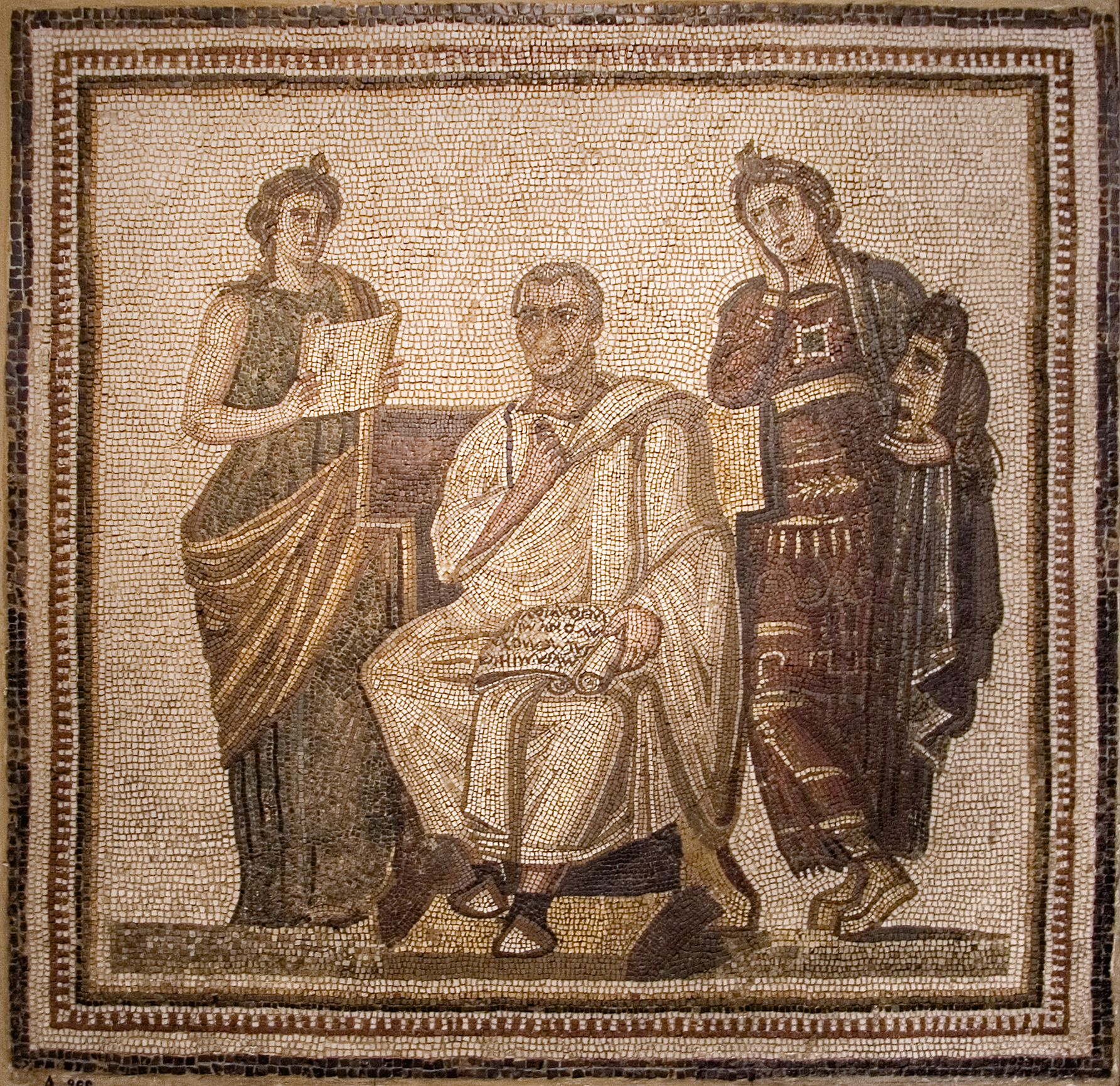
Virgile écrivant l’Énéide entre Clio et Melpomène, mosaïque du musée national du Bardo, Tunis.

Offrir à Rome une épopée nationale capable de rivaliser en prestige avec l'Iliade et l’Odyssée, tel est le premier défi que Virgile avait à relever en entreprenant l’Énéide au cours des 11 dernières années de sa vie. Mission réussie, puisque, l’œuvre à peine publiée, son auteur fut communément salué comme un alter Homerus, le seul capable de disputer à Homère sa prééminence au Parnasse.
Virgile ne cache d’ailleurs nullement son ambition. Au niveau architectural le plus visible (car l’Énéide fait jouer simultanément plusieurs « géométries »), le poème se compose d’une Odyssée (chants I à VI : les errances d’Énée, rescapé de Troie, pour atteindre le Lavinium) suivie d’une Iliade (chants VII à XII : la guerre menée par Énée pour s’établir au Lavinium).
Mais l’émulation avec Homère se manifeste surtout par le nombre considérable des imitations textuelles, dont les critiques s’employèrent très tôt à dresser la liste, cela quelquefois dans une intention maligne, et pour accuser Virgile de plagiat. À quoi celui-ci répliquait qu’il était plus facile de dérober sa massue à Hercule que d’emprunter un vers à Homère. Et de fait, loin d'être servile ou arbitraire, l’imitation virgilienne obéit toujours à une intention précise et poursuit un projet qu’il appartient au lecteur de découvrir à travers l’écart, parfois minime, qui la sépare de son modèle - Homère ou l’un des nombreux autres écrivains, tant grecs que latins, auxquels Virgile se mesure tout en leur rendant hommage. Ce jeu intertextuel presque illimité n’est pas la moindre source de la fascination qu’exerça toujours l’Énéide sur les lettrés.
Le second défi consistait à filtrer l’actualité de Rome à travers le prisme de la légende. Deux fils s’entrelacent constamment pour former la trame de l’Énéide, celui des origines troyennes de Rome et celui de la Rome augustéenne. Plus d’un millénaire sépare ces deux fils. Pour franchir un tel abîme temporel, et annuler en quelque sorte le temps, le poète, outre l’usage systématique qu’il fait de l’allégorie, ne s’interdit pas de recourir éventuellement à la prophétie, et peut même, au beau centre de l’œuvre, descendre jusqu’aux enfers afin d’en ramener une vision panoramique, sub specie æternitatis, de la grandeur romaine vue comme devant encore advenir.
Il fallait montrer comment, à partir de presque rien, Rome s’était élevée jusqu’à l’empire du monde. Il fallait faire ressortir le dessein providentiel qui avait présidé à cette irrésistible ascension. Surtout, il fallait montrer comment, à travers la personne sacrée d’Auguste, l’Histoire venait trouver son achèvement et son couronnement dans une paix et un bonheur universels. C’est du moins ce qu’Auguste attendait, ou plutôt ce qu’il exigeait de lui.
Jacques Perret, dans sa préface de l’Énéide, écrit : « Le poème […] devait dire cela précisément : la naissance de la paix, […] après d’horribles guerres […]. Ce résultat serait l’œuvre d’un homme sage, pieux […]. Mais […] une substitution décisive était intervenue. Le protagoniste du poème ne serait pas Octave Auguste mais Énée. ». Le personnage d’Énée dissimule donc une seconde identité, celle du princeps. Dès lors, toutes les descriptions du fils de Vénus étaient censées être des odes à Auguste. Mais, pour sauvegarder sa liberté d'expression, Virgile avait recours à un système de double écriture, cacozelia latens, dont, selon M. Vipsanius Agrippa, il était l'inventeur.

### Appendix Vergiliana
La gloire de Virgile repose fermement sur ces trois piliers que sont les Bucoliques, les Géorgiques et l’Énéide. Dans l'Antiquité, on lui attribuait également un certain nombre d'autres poèmes, que Scaliger, dans son édition de 1573, réunit sous le titre d'Appendix Vergiliana.
Ce recueil comprend : 
- le Culex (« moucheron » ou « moustique ») : ce moucheron (ou moustique) alerte un berger en le piquant, lui sauve la vie ; l'insecte mort se voit honoré d'une tombe par le berger[24] ;
- les Dirae : ces « malédictions » sont prononcées par un amant contre la terre qu'il a dû abandonner (chassé par des vétérans de l'armée romaine), en abandonnant sa bien-aimée ; celle-ci, Lydia, est honorée par un poème d'amour portant son nom (en annexe aux Dirae), avec un éloge de la campagne où elle vit ;
- l'Aetna, consacré au volcan Etna ;
- le Ciris : évocation de la métamorphose en oiseau (Ciris) de Scylla, fille du roi de Mégare ;
- le Catalepton : recueil de poèmes courts, dont certains semblent être d'authentiques œuvres de jeunesse de Virgile[25].

Dans une phase postérieure, on a encore ajouté à la collection : 
- la Copa : poème portant le nom d'une cabaretière syrienne qui invite un voyageur au plaisir en dansant devant son établissement (parfois attribué à Aulus Septimius Serenus) ;
- les Elegiae in Maecenatem : pièce nécrologique rapportant les dernières paroles de Mécène, bienfaiteur de Virgile, à l'empereur Auguste ;
- le Moretum : poème gastronomique décrivant en détail la préparation d'un plat local de Cisalpine (parfois attribué à Aulus Septimius Serenus).

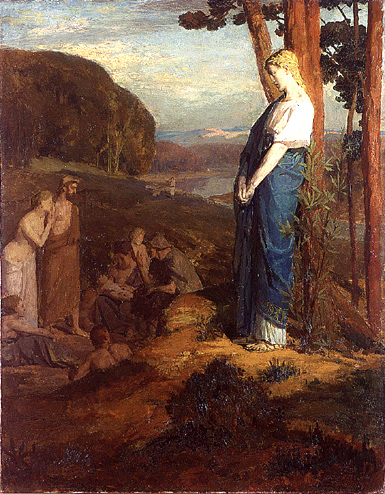
Virgile contemple une scène rustique, Louis Billotey, 1907.

### Établissement du texte
Il est assez difficile d'établir l'apparat critique des écrits de Virgile face aux nombreux commentaires et interpolations. Le stemma codicum rassemble les manuscrits antiques (codices majores) :
- A : Vaticanus Latinus 3256 et Berolinensis Lat. fol. 2, 41, nommé Vergilius Augusteus
- B : Palimpsestus Ambrosianus L 120 sup. ex-Cimel ms. 3, sert pour 150 vers de l’Énéide
- F : Vaticanus latinus 3225, nommé Vergilius Vaticanus, richement illustré
- G : Sangallensis 1394, sert pour plusieurs chants
- M : Mediceus Laurentianus lat. XXXIX, (Florence, Laur. 39.1 + Vatican lat. 3225, f.76) quasiment complet
- P : Vaticanus Palatinus lat. 1631, quelques lacunes
- R : Vaticanus lat. 3867, nommé Vergilius Romanus, quasiment complet
- V : Veronensis XL (38), palimpseste, plusieurs lacunes

Les manuscrits M, P et R donnent un texte à peu près complet. On utilise également une quinzaine de codices minores (manuscrits mineurs) de l'époque médiévale, soit la tradition indirecte. Une douzaine de papyrus, notés Π, sont inclus mais ils sont très fragmentaires, rassemblant 900 vers. Le corpus inclut les commentaires antiques des grammairiens tel Servius, Ælius Donatus, Philargyrius, Probus,…

## Postérité

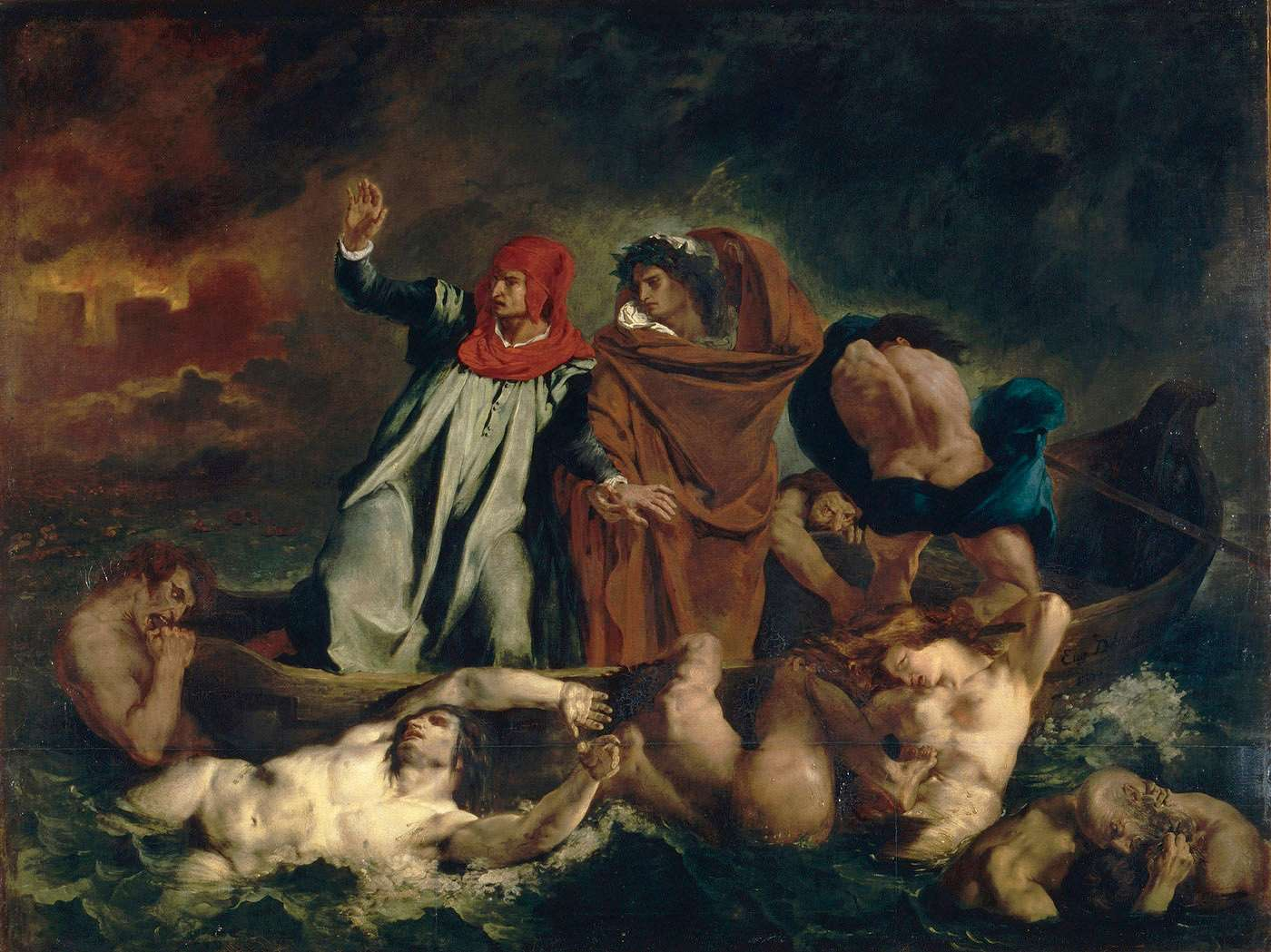
La Barque de Dante,
Delacroix, 1822
(musée du Louvre).

Ayant acquis l'immortalité littéraire grâce à son épopée, Virgile va influencer nombre d'écrivains du Moyen Âge et de la Renaissance, tel Ronsard, qui rédige La Franciade (inachevée) dans la volonté de donner un équivalent français et de l'époque moderne à l'Énéide. En littérature, il deviendra également un personnage de roman, d'abord dans la Divine Comédie de Dante Alighieri, où il guide Dante lui-même dans un voyage à travers l'Enfer et le Purgatoire, mais aussi notamment dans La Mort de Virgile de l'auteur autrichien Hermann Broch, qui relate (fictivement) le dernier jour de l'écrivain latin.
Le départ de Virgile pour la Grèce est l'occasion d'un propempticon (poème d'adieu) d'Horace.
Au Moyen Âge, le personnage de Virgile est fréquemment associé à la magie, la sorcellerie et la divination. Claude Lecouteux indique que sa légende est évoquée par « de très nombreux auteurs », parmi lesquels Jansel Enikel, Vincent de Beauvais ou encore Jean Gobi. Plus tard, Jean Giono se revendique disciple du style virgilien.

## Virgile dans les arts

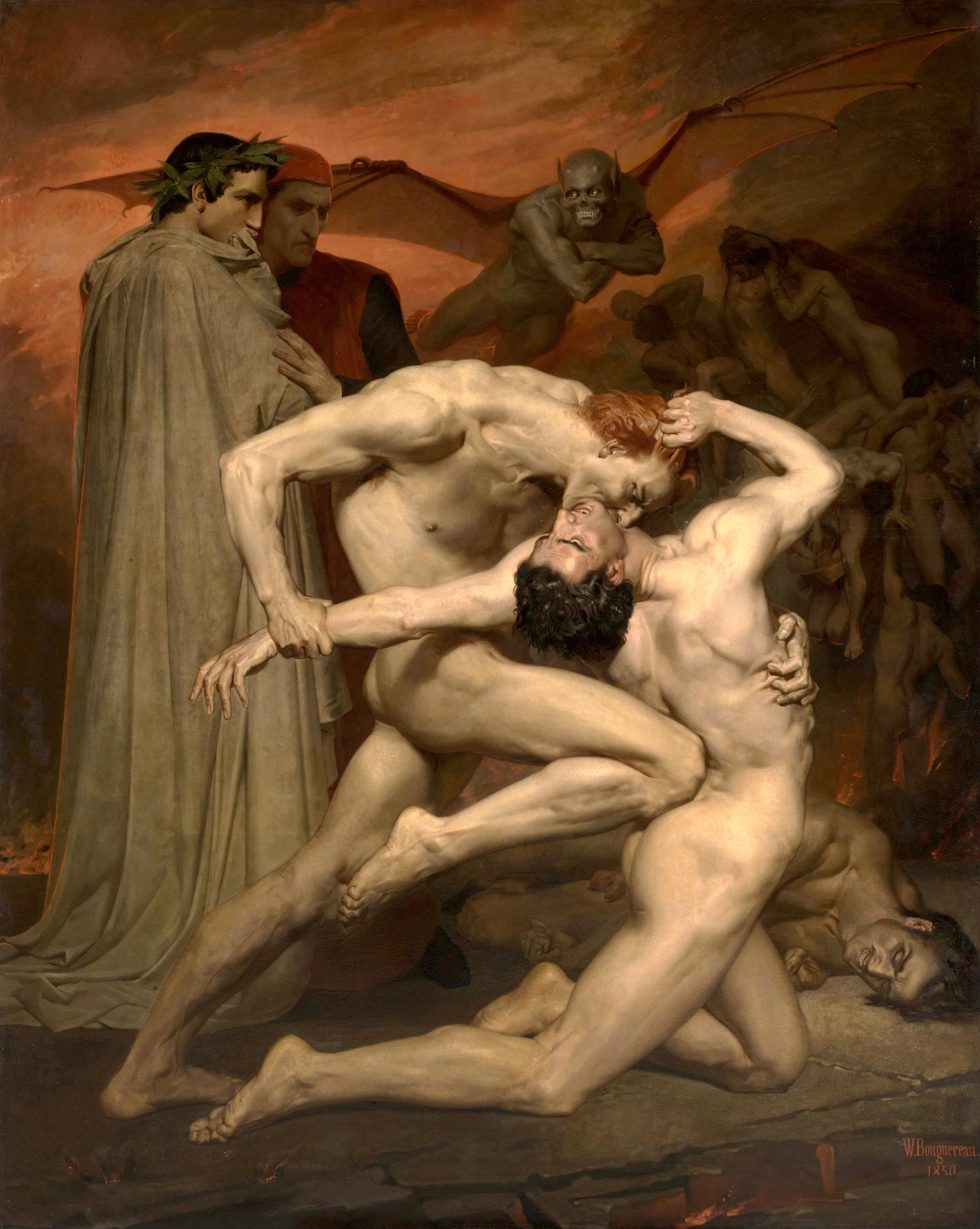
Dante et Virgile visitent l'Enfer, peinture de William Bouguereau.

En 1890, le compositeur Benjamin Godard propose un opéra sur le thème de Dante, dans lequel apparaît l'Ombre de Virgile, au troisième acte, invitant le héros à visiter l'Enfer puis le Paradis. On compte également de nombreuses peintures où les artistes imaginent son portrait. Il est parfois représenté en compagnie de Mécène et d'Horace.

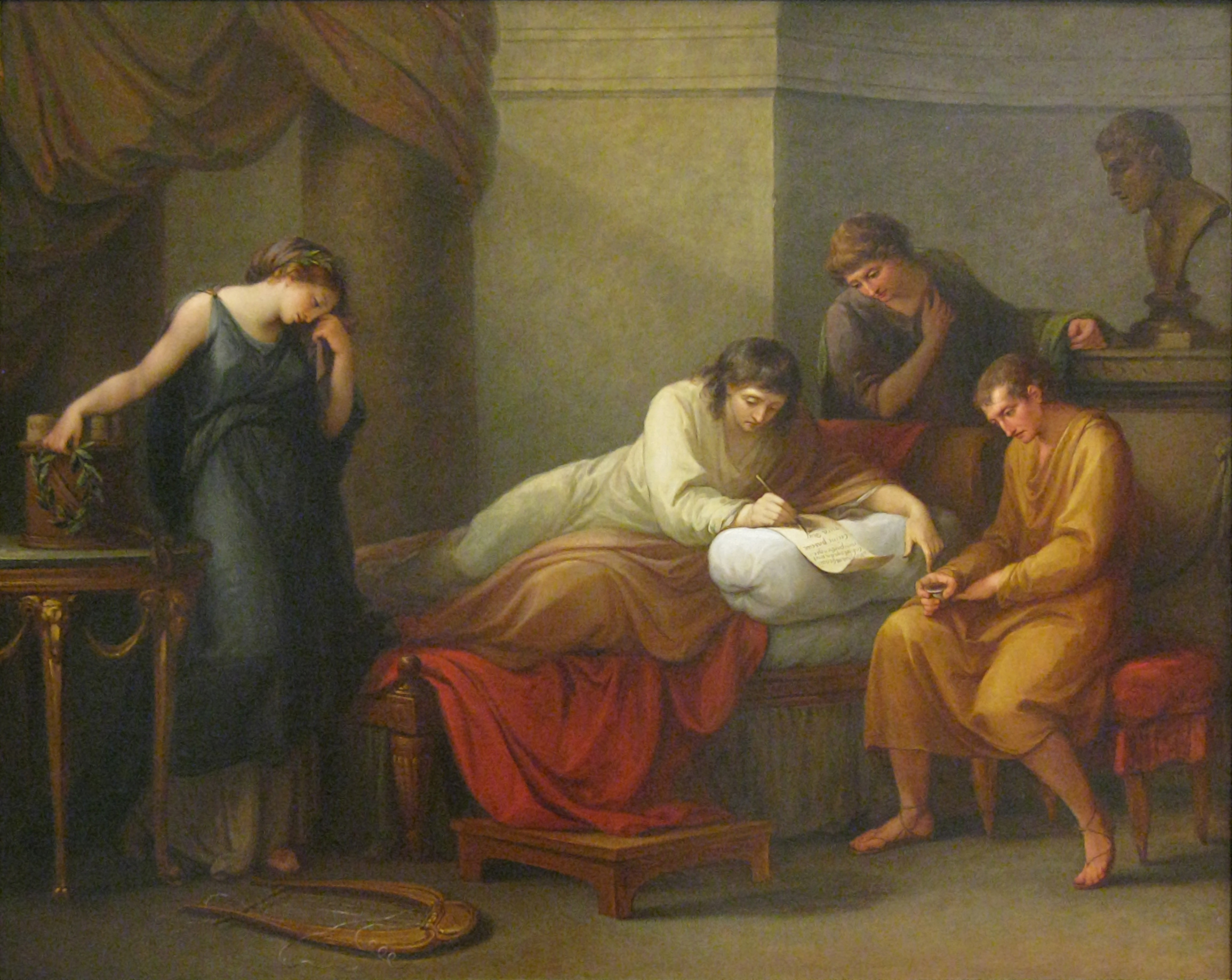
Virgile écrit son épitaphe à Brindisi, Angelica Kauffmann, 1785, Carnegie Museum of Art, Pittsburgh.

### Éditions de son œuvre
- Consulter la liste des éditions des œuvres de cet auteur
- Manuscrit de Virgile au musée Pétrarque de Fontaine-de-Vaucluse (84).Virgile (trad. Jacques Perret), Énéide, vol. 1, Paris, Belles Lettres, 2002, 314 p. (ISBN 2-251-01302-4).

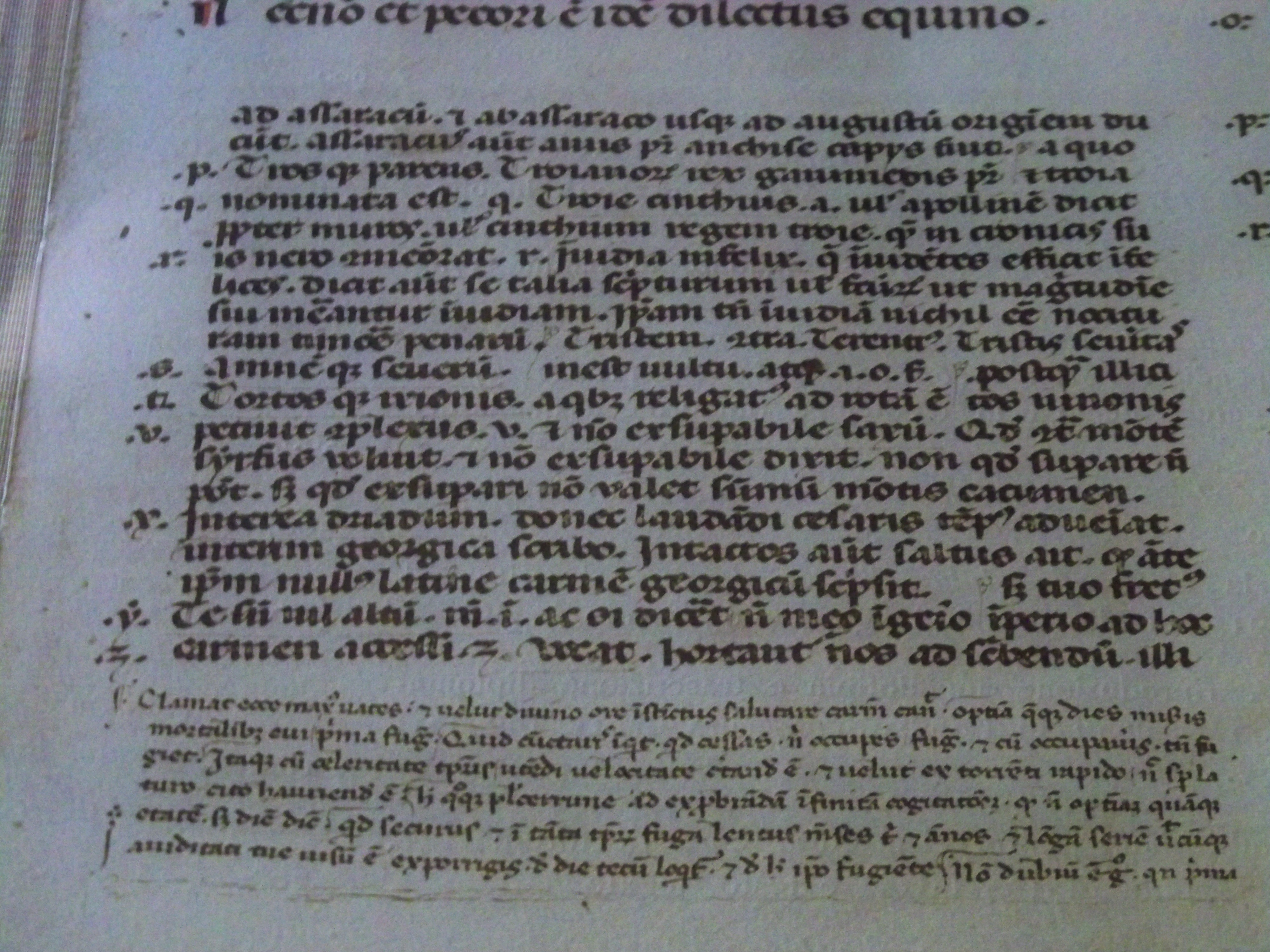
Manuscrit de Virgile au musée Pétrarque de Fontaine-de-Vaucluse (84).

- Virgile. Œuvres complètes. Tome 1 : Énéide. Tome 2 : Bucoliques-Géorgiques. Traduction, Jean-Pierre Chausserie-Laprée. Avant-propos de Cl. Michel Cluny. Éditions de la Différence, 1993-2007
- Virgile, Bucoliques, édition bilingue, traduction d'Anne Videau, commentaires par Hélène Casanova-Robin. Belles Lettres, collection Commentario.
- Virgile, Œuvres Complètes, édition bilingue, traduction, présentation et notes par Jeanne Dion, Philippe Heuzé, Alain Michel. Éditions de la Pléiade, 2015.
- Virgile, "L'Enéide", édition bilingue, traduction et notes par Richard Wojnarowski, Edition BoD, 2022, en deux volumes: Première partie (Chants I à VI), 376 pages  (ISBN 9782322398591), Deuxième partie (Chants VII à XII), 404 pages  (ISBN 9782322423064).

### Études
- Peter Dronke, « Integumenta Virgilii », Lectures médiévales de Virgile. Publications de l’École française de Rome, vol. 80,‎ 1985, p. 313-329 (lire en ligne, consulté le 7 août 2020)
- Michael von Albrecht (trad. de l'allemand), Virgile, dans : La Littérature latine, t. I, pp. 681-727, Louvain/Namur/Paris etc., Peeters, 2014, 911 p. (ISBN 978-2-7584-0162-9).
- André Bellessort, Virgile, sa vie et son temps, Perrin, 1920.
- Robert Brasillach, Présence de Virgile.
- Gabriel Faure, Au pays de Virgile, Charpentier et Fasquelle, 1930.
- Annick Loupiac, La Lettre et l'Esprit, Peeters Leuven, 2008
- Xavier Darcos, Virgile, notre vigie, Fayard, 2017.
- Jacques Perret, Virgile, Seuil, 1959.
- Sainte-Beuve, Étude sur Virgile, Garnier, 1857. Texte de cette étude annoté par Henri Goelzer en 1895.
- Jean-Yves Maleuvre, Violence et ironie dans les Bucoliques de Virgile, Touzot, 2000 (ISBN 978-2-86433-052-3).
- Theodor Haecker, Virgile, Père de l'Occident. Préface de Rémi Brague, Paris, Éditions Ad solem, 2007, 216 p.

### Monographies
- Hubert Zehnacker et Jean-Claude Fredouille, Littérature latine, Paris, Presses universitaires de France, coll. « Quadrige manuels », 2005, 520 p. (ISBN 2-13-055211-0)

#### Bases de données et dictionnaires
- Ressources relatives à la musique :   - International Music Score Library Project
  - Discogs
  - MusicBrainz
  - Rate Your Music
  - Répertoire international des sources musicales
  - Songkick
- Ressources relatives à la littérature :   - Academy of American Poets
  - Archives de littérature du Moyen Âge
  - Internet Speculative Fiction Database
  - Poetry Foundation
- Ressources relatives aux beaux-arts :   - British Museum
  - National Gallery of Art
  - Sandrart.net
  - Union List of Artist Names
- Ressources relatives à la recherche :   - Biographies of the Entomologists of the World
  - Science Museum
- Ressources relatives au spectacle :   - Les Archives du spectacle
  - Kunstenpunt
- Ressources relatives à la bande dessinée :   - Comic Vine
  - Tebeosfera
- Ressource relative à l'astronomie :   - Biographical Encyclopedia of Astronomers
- Ressource relative à plusieurs domaines :   - Radio France
- Ressource relative à l'audiovisuel :   - IMDb
- Notices dans des dictionnaires ou encyclopédies généralistes :   - Biografisch Portaal van Nederland
  - Britannica
  - Brockhaus
  - Deutsche Biographie
  - Dictionary of Irish Biography
  - Dizionario di Storia
  - Enciclopedia italiana
  - Gran Enciclopèdia Catalana
  - Hrvatska Enciklopedija
  - Internetowa encyklopedia PWN
  - Larousse
  - Nationalencyklopedin
  - Proleksis enciklopedija
  - Store norske leksikon
  - Treccani
  - Universalis
- Notices d'autorité :   - VIAF
  - ISNI
  - BnF (données)
  - IdRef
  - LCCN
  - GND
  - Italie
  - Japon
  - CiNii
  - Espagne
  - Belgique
  - Pays-Bas
  - Pologne
  - Israël
  - NUKAT
  - Catalogne
  - Suède
  - Vatican
  - WorldCat